# ジェレマイア・ブラック

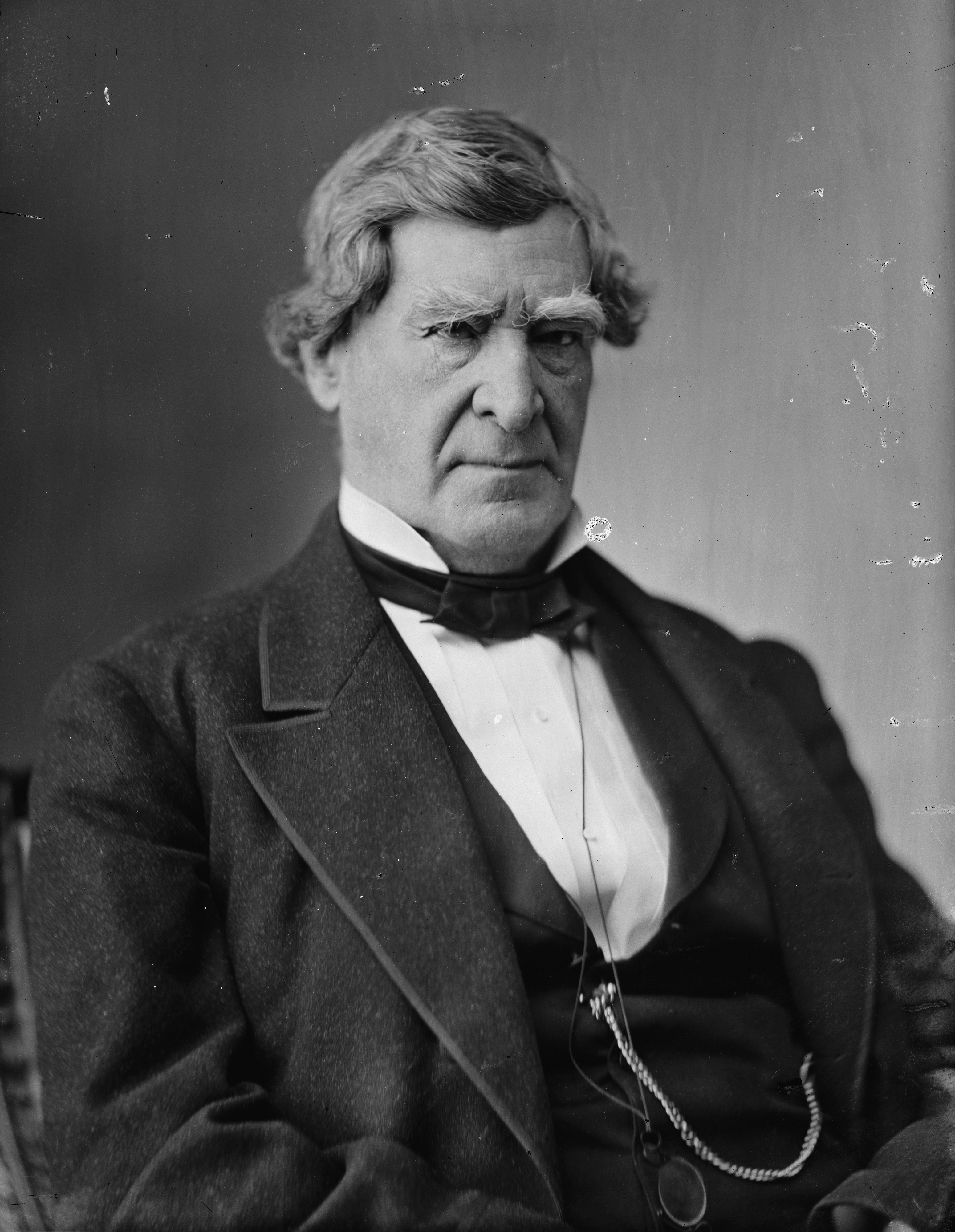
ジェレマイア・ブラック

ジェレマイア・サリヴァン・ブラック（Jeremiah Sullivan Black, 1810年1月10日 - 1883年8月19日）は、アメリカ合衆国の政治家。第23代アメリカ合衆国国務長官および第24代アメリカ合衆国司法長官を務めた。

## 生い立ちと家族
1810年1月10日、ブラックはペンシルベニア州ドーフィン郡のストウニークリーク近郊で誕生した。父親はアイルランドからの移民の子孫ヘンリー・ブラック (Henry Black, 1783-1841)、母親はスイスからの移民の子孫メアリー・サリヴァン (Mary Sullivan, 1787-1852) であった。
ブラックは公立学校でわずかに初等教育を受け、それ以降は知識の大部分を独学で獲得した。ブラックはシェイクスピア、聖書、その他の文学作品から知識を獲得した。ブラックは医師を目指していたが、父親が地元の弁護士チョウンシー・フォワードの下で法律を学ぶ機会を与えたため、ブラックは法律家の世界に関心を移した。ブラックはフォワードの下で3年にわたって法律を学んだ。1830年、ブラックはペンシルベニア州から弁護士として認可を受け、弁護士業を開業した。フォワードは政治業に専念するため、自身の依頼者をブラックに引き継がせた。
1836年、ブラックはフォワードの娘のメアリー･フォワード (Mary Forward) と結婚した。ブラックはメアリーとの間に2人の子供をもうけた。

## ペンシルベニア州での活動
ブラックは民主党に所属し、積極的な政治活動を行った。1831年、ブラックはペンシルベニア州サマセット郡の副検事総長に任命された。1842年、ブラックはペンシルベニア州第16裁判区の民事訴訟裁判所で判事となった。ブラックはそこで判事を9年間務め、1851年にペンシルベニア州最高裁判所の判事に選任された。ブラックは1854年にも州最高裁判事に再任され、1857年まで首席判事を務めた。

## アメリカ合衆国司法長官
ブラックは長年にわたってジェームズ・ブキャナンを支持していた。1856年の大統領選挙でブキャナンが勝利を収めると、ブラックはジェームズ・ブキャナン政権発足とともに司法長官に起用された。ブラックは米墨戦争終結に際してメキシコ政府から取得した割譲地4万9000平方キロメートルが土地横領にあたるのではないかという論争を収束させた。この当時、カリフォルニア割譲地が不正なものであるとする裁判は各地の地方裁判所で起こされており、多くの裁判所では割譲地が不正なものであるとする判決が出されていた。ブラックはこの論争を終結させるため、連邦最高裁判所での審理に向けて、エドウィン・スタントンを調査担当の長に指名した。連邦最高裁判所はカリフォルニア割譲地の取得に不正の疑いがあるとした各地方裁判所の判決を破棄し、割譲地が正当なものであることを確立した。

## アメリカ合衆国国務長官
1860年12月、ルイス・カスが国務長官を辞任すると、ブキャナン大統領はブラックを後任の国務長官に任命した。ブラックは、強い連邦主義者としてのスタンスを維持し続けるようブキャナン大統領に進言し、南部諸州の連邦離脱運動を牽制するよう要求した。ブラックは連邦離脱が意見であると主張し、サムター要塞の強化・防衛を提言した。その一方でブラックは、あくまで州の権限を優先し、連邦政府が法律によって州を強制することはできないとも主張した。またブラックはアメリカ合衆国の首席代表としてヨーロッパ各国を訪問し、アメリカ連合国を国家として承認しないよう求めた。

## アメリカ合衆国最高裁判所判例編纂官
1861年1月、ブキャナン大統領はブラックを連邦最高裁判所判事に指名した。だがブラックは1861年2月に行われた上院の投票で、共和党からの強い反対を受けて承認を棄却された。ブラックは代わりに連邦最高裁判所で判例編纂官に就任し、1861年に辞任するまで「ブラック・レポート」と呼ばれる判例集2巻を編纂した。

## 晩年の弁護士活動
ブラックは1861年に判例編纂官を退いた後、ペンシルベニア州での弁護士業に専念した。ブラックは連邦最高裁判所におけるミリガン裁判 (71 U.S. 2, 1866) において軍事統制の違憲性を主張した。またマッカードル裁判 (74 U.S. 506, 1868) やブライウ対合衆国裁判 (80 U.S. 581, 1871) において、陪審裁判の権利を主張した。
1883年8月19日、ブラックはペンシルベニア州ヨークにおいて死去した。ブラックの遺体はヨーク市内のプロスペクトヒル墓地に埋葬された。

## 関連図書
- Black, C. F., Essays and Speeches of Jeremiah S. Black, with a Biographical Sketch, New York: 1885.